# Collegio di West Dorset
West Dorset è un collegio elettorale inglese situato nel Dorset e rappresentato alla camera dei Comuni del parlamento del Regno Unito. Elegge un membro del parlamento con il sistema maggioritario a turno unico; l'attuale parlamentare è Edward Morello dei Liberal Democratici, che rappresenta il collegio dal 2024.

## Estensione

West Dorset dal 1983 al 2024

- 1885–1918: i Borough di Bridport e Lyme Regis, le divisioni sessionali di Bridport e Cerne, e parte delle divisioni sessionali di Dorchester e Sherborne.
- 1918–1950: i Borough di Bridport, Dorchester e Lyme Regis, i distretti rurali di Beaminster, Bridport, Cerne e Dorchester e parte del distretto rurale di Weymouth.
- 1950–1983: i Borough di Bridport, Dorchester e Lyme Regis, il distretto urbano di Sherborne, i distretti rurali di Beaminster, Bridport e Sherborne e parte del distretto rurale di Dorchester.
- 1983–2024: il distretto di West Dorset ad eccezione del ward di Owermoigne.
- dal 2024: i ward del distretto di West Dorset di  Beaminster; Bridport; Chalk Valleys; Charminster St. Mary’s; Chesil Bank; Dorchester East; Dorchester Poundbury; Dorchester West; Eggardon; Lyme and Charmouth; Marshwood Vale; Sherborne East; Sherborne Rural; Sherborne West; Winterborne and Broadmayne e Yetminster

Il collegio di West Dorset copre gran parte del West Dorset e comprende le città di Dorchester, Bridport, Lyme Regis e Beaminster ad ovest e Sherborne a nord.

## Storia
Il collegio fu creato dal Redistribution of Seats Act 1885 ed è stato rappresentato solo da deputati conservatori. Storicamente, le maggioranze sono state quasi sempre larghe, pertanto il seggio viene considerato sicuro per il Partito Conservatore. Il margine più ristretto in tempi recenti è quello delle elezioni del 2001, quando l'attuale deputato Oliver Letwin detenne il collegio con un vantaggio del 2,8% sul candidato liberal democratico Simon Green. Da allora i liberal democratici sono sempre arrivati secondi.
Oliver Letwin, di esperienza politica consolidata, fu nominato Ministro di Stato per la Politica nella coalizione conservatrice-liberal democratica il 12 maggio 2010.

## Membri del parlamento
| Elezione | Elezione        | Deputato          | Partito             |
| -------- | --------------- | ----------------- | ------------------- |
|          | 1885            | Henry Farquharson | Conservatore        |
| 1895 (S) | Robert Williams |                   | Conservatore        |
| 1922     | Philip Colfox   |                   | Conservatore        |
| 1941 (S) | Simon Digby     |                   | Conservatore        |
| Feb 1974 | Jim Spicer      |                   | Conservatore        |
| 1997     | Oliver Letwin   |                   | Conservatore        |
|          | Oliver Letwin   | 2019              | Indipendente        |
|          | 2019            | Chris Loder       | Conservatore        |
|          | 2024            | Edward Morello    | Liberal Democratici |

## Elezioni

### Elezioni negli anni 2020
| Partito                    | Partito                                         | Candidato                  | Risultati 4 luglio 2024 | Risultati 4 luglio 2024 |
| Partito                    | Partito                                         | Candidato                  | Voti                    | %                       |
| -------------------------- | ----------------------------------------------- | -------------------------- | ----------------------- | ----------------------- |
|                            | Lib Dem                                         | Edward Morello             | 26 999                  | 51,32                   |
|                            | Conservatore                                    | Chris Loder                | 19 210                  | 36,52                   |
|                            | Laburista                                       | Donna Lumsden              | 3 086                   | 5,87                    |
|                            | Verdi                                           | Kelvin Clayton             | 2 288                   | 4,35                    |
|                            | Indipendente                                    | Oliver Chisholm            | 733                     | 1,39                    |
|                            | Indipendente                                    | Marcus White               | 289                     | 0,55                    |
|                            |                                                 |                            |                         |                         |
| Iscritti                   | Iscritti                                        | Iscritti                   | 75 998                  | 100,00                  |
| ↳ Votanti (% su iscritti)  | ↳ Votanti (% su iscritti)                       | ↳ Votanti (% su iscritti)  | 52 605                  | 69,22                   |
| ↳ Astenuti (% su iscritti) | ↳ Astenuti (% su iscritti)                      | ↳ Astenuti (% su iscritti) | 23 393                  | 30,78                   |
|                            |                                                 |                            |                         |                         |
|                            | Esito: collegio passa da Conservatore a Lib Dem |                            |                         |                         |

### Elezioni negli anni 2010
| Partito                    | Partito                                   | Candidato                  | Risultati 12 dicembre 2019 | Risultati 12 dicembre 2019 |
| Partito                    | Partito                                   | Candidato                  | Voti                       | %                          |
| -------------------------- | ----------------------------------------- | -------------------------- | -------------------------- | -------------------------- |
|                            | Conservatore                              | Chris Loder                | 33 589                     | 55,13                      |
|                            | Lib Dem                                   | Edward Morello             | 19 483                     | 31,98                      |
|                            | Laburista                                 | Claudia Sorin              | 5 729                      | 9,40                       |
|                            | Verdi                                     | Kelvin Clayton             | 2 124                      | 3,49                       |
|                            |                                           |                            |                            |                            |
| Iscritti                   | Iscritti                                  | Iscritti                   | 81 897                     | 100,00                     |
| ↳ Votanti (% su iscritti)  | ↳ Votanti (% su iscritti)                 | ↳ Votanti (% su iscritti)  | 61 162                     | 74,68                      |
| ↳ Astenuti (% su iscritti) | ↳ Astenuti (% su iscritti)                | ↳ Astenuti (% su iscritti) | 20 735                     | 25,32                      |
|                            |                                           |                            |                            |                            |
|                            | Esito: collegio confermato a Conservatore |                            |                            |                            |

| Partito                    | Partito                                   | Candidato                  | Risultati 8 giugno 2017 | Risultati 8 giugno 2017 |
| Partito                    | Partito                                   | Candidato                  | Voti                    | %                       |
| -------------------------- | ----------------------------------------- | -------------------------- | ----------------------- | ----------------------- |
|                            | Conservatore                              | Oliver Letwin              | 33 081                  | 55,51                   |
|                            | Lib Dem                                   | Andy Canning               | 13 990                  | 23,47                   |
|                            | Laburista                                 | Lee Rhodes                 | 10 896                  | 18,28                   |
|                            | Verdi                                     | Kelvin Clayton             | 1 630                   | 2,74                    |
|                            |                                           |                            |                         |                         |
| Iscritti                   | Iscritti                                  | Iscritti                   | 79 034                  | 100,00                  |
| ↳ Votanti (% su iscritti)  | ↳ Votanti (% su iscritti)                 | ↳ Votanti (% su iscritti)  | 59 750                  | 75,60                   |
| ↳ Astenuti (% su iscritti) | ↳ Astenuti (% su iscritti)                | ↳ Astenuti (% su iscritti) | 19 284                  | 24,40                   |
|                            |                                           |                            |                         |                         |
|                            | Esito: collegio confermato a Conservatore |                            |                         |                         |

| Partito                    | Partito                                   | Candidato                  | Risultati 7 maggio 2015 | Risultati 7 maggio 2015 |
| Partito                    | Partito                                   | Candidato                  | Voti                    | %                       |
| -------------------------- | ----------------------------------------- | -------------------------- | ----------------------- | ----------------------- |
|                            | Conservatore                              | Oliver Letwin              | 28 329                  | 50,18                   |
|                            | Lib Dem                                   | Ros Kayes                  | 12 199                  | 21,61                   |
|                            | UKIP                                      | David Glossop              | 7 055                   | 12,50                   |
|                            | Laburista                                 | Rachel Rogers              | 5 633                   | 9,98                    |
|                            | Verdi                                     | Peter Barton               | 3 242                   | 5,74                    |
|                            |                                           |                            |                         |                         |
| Iscritti                   | Iscritti                                  | Iscritti                   | 78 020                  | 100,00                  |
| ↳ Votanti (% su iscritti)  | ↳ Votanti (% su iscritti)                 | ↳ Votanti (% su iscritti)  | 56 643                  | 72,60                   |
| ↳ Astenuti (% su iscritti) | ↳ Astenuti (% su iscritti)                | ↳ Astenuti (% su iscritti) | 21 377                  | 27,40                   |
|                            |                                           |                            |                         |                         |
|                            | Esito: collegio confermato a Conservatore |                            |                         |                         |

| Partito                    | Partito                                   | Candidato                  | Risultati 6 maggio 2010 | Risultati 6 maggio 2010 |
| Partito                    | Partito                                   | Candidato                  | Voti                    | %                       |
| -------------------------- | ----------------------------------------- | -------------------------- | ----------------------- | ----------------------- |
|                            | Conservatore                              | Oliver Letwin              | 27 287                  | 47,59                   |
|                            | Lib Dem                                   | Sue Farrant                | 23 364                  | 40,75                   |
|                            | Laburista                                 | Steve Bick                 | 3 815                   | 6,65                    |
|                            | UKIP                                      | Oliver Chisholm            | 2 196                   | 3,83                    |
|                            | Verdi                                     | Susan Greene               | 675                     | 1,18                    |
|                            |                                           |                            |                         |                         |
| Iscritti                   | Iscritti                                  | Iscritti                   | 76 859                  | 100,00                  |
| ↳ Votanti (% su iscritti)  | ↳ Votanti (% su iscritti)                 | ↳ Votanti (% su iscritti)  | 57 337                  | 74,60                   |
| ↳ Astenuti (% su iscritti) | ↳ Astenuti (% su iscritti)                | ↳ Astenuti (% su iscritti) | 19 522                  | 25,40                   |
|                            |                                           |                            |                         |                         |
|                            | Esito: collegio confermato a Conservatore |                            |                         |                         |

### Elezioni negli anni 2000
| Partito                    | Partito                                   | Candidato                  | Risultati 5 maggio 2005 | Risultati 5 maggio 2005 |
| Partito                    | Partito                                   | Candidato                  | Voti                    | %                       |
| -------------------------- | ----------------------------------------- | -------------------------- | ----------------------- | ----------------------- |
|                            | Conservatore                              | Oliver Letwin              | 24 763                  | 46,53                   |
|                            | Lib Dem                                   | Justine McGuinness         | 22 302                  | 41,90                   |
|                            | Laburista                                 | Dave Roberts               | 4 124                   | 7,75                    |
|                            | UKIP                                      | Linda Guest                | 1 084                   | 2,04                    |
|                            | Verdi                                     | Susan Greene               | 952                     | 1,79                    |
|                            |                                           |                            |                         |                         |
| Iscritti                   | Iscritti                                  | Iscritti                   | 69 757                  | 100,00                  |
| ↳ Votanti (% su iscritti)  | ↳ Votanti (% su iscritti)                 | ↳ Votanti (% su iscritti)  | 53 225                  | 76,30                   |
| ↳ Astenuti (% su iscritti) | ↳ Astenuti (% su iscritti)                | ↳ Astenuti (% su iscritti) | 16 532                  | 23,70                   |
|                            |                                           |                            |                         |                         |
|                            | Esito: collegio confermato a Conservatore |                            |                         |                         |

| Partito                    | Partito                                   | Candidato                  | Risultati 7 giugno 2001 | Risultati 7 giugno 2001 |
| Partito                    | Partito                                   | Candidato                  | Voti                    | %                       |
| -------------------------- | ----------------------------------------- | -------------------------- | ----------------------- | ----------------------- |
|                            | Conservatore                              | Oliver Letwin              | 22 126                  | 44,63                   |
|                            | Lib Dem                                   | Simon Green                | 20 712                  | 41,78                   |
|                            | Laburista                                 | Richard Hyde               | 6 733                   | 13,58                   |
|                            |                                           |                            |                         |                         |
| Iscritti                   | Iscritti                                  | Iscritti                   | 71 325                  | 100,00                  |
| ↳ Votanti (% su iscritti)  | ↳ Votanti (% su iscritti)                 | ↳ Votanti (% su iscritti)  | 49 571                  | 69,50                   |
| ↳ Astenuti (% su iscritti) | ↳ Astenuti (% su iscritti)                | ↳ Astenuti (% su iscritti) | 21 754                  | 30,50                   |
|                            |                                           |                            |                         |                         |
|                            | Esito: collegio confermato a Conservatore |                            |                         |                         |

## Risultati dei referendum

### Referendum sulla permanenza del Regno Unito nell'Unione europea del 2016
|             | Collegio    | Lasciare UE % | Rimanere in UE % |
| ----------- | ----------- | ------------- | ---------------- |
|             | West Dorset | 50,9%         | 49,1%            |
| Inghilterra | 53,3%       | 46,7%         |                  |
| Regno Unito | 51,9%       | 48,1%         |                  |